# BeTV (Burundi)
Best Entertainment Television (en sigles BE TV) est une chaîne de télévision privée locale à Bujumbura, la plus grande ville et ancienne capitale du Burundi . 

## Historique

### BE TV (depuis 2017)
BETV est une chaîne de télévision privée burundaise, apolitique, lancée le 25 octobre 2017. Sa mission est de promouvoir la culture burundaise en valorisant les agents culturels et les talents du pays dans ses émissions dans quatre langues (kirundi, français, swahili et anglais). 
BE TV Burundi est synonyme de Best Entertaiment Television .  Elle est différente et n'a pas de partenariat avec la télévision câblée belge BeTV (anciennement Canal + Belgique ), lancée le 29 août 2004, lorsque l'ancienne plateforme Vivendi a cédé Canal + Benelux. Il est également impliqué dans des activités de divertissement dans tout le pays. En 2019, c'est le média exclusif qui a couvert l'événement des Buja Music Awards lors de sa première édition le 7 juillet 2019. Il en va de même pour l'événement de la Buja Fashion Week la même année,,.     

## Programmes
- BE News
- Top10
- BE TV Sport
- Sante pour tous
- Abakundana
- Ikinicogihe
- weekend Show
- BE QUIZZ
- BE danse
- ProjectZ
- Émission PPF SHOW
- BUSINESS SHOW

## Lire aussi
- Radio et télévision nationales du Burundi
- Canal +
- StarTimes